# À travers ma fenêtre
Série
À travers ma fenêtre 2 : L'Amour pour horizon
(2023)
Pour plus de détails, voir Fiche technique et Distribution.
À travers ma fenêtre (A través de mi ventana) est un film romantique espagnol réalisé par Marçal Forés, sorti en 2022 sur Netflix.
Le film est adapté du roman du même nom écrit par Ariana Godoy et publié en 2019, phénomène littéraire qui avait commencé comme une histoire sur la plateforme Wattpad.

## Synopsis
Amoureuse depuis longtemps de son voisin Ares, Raquel l'observe secrètement. Elle découvre enfin que ses sentiments sont réciproques mais la famille du jeune homme ne voit pas l'histoire d'un très bon œil. Le jeune couple se lance dans une relation destructrice.

## Fiche technique
Sauf indication contraire, les informations mentionnées dans cette section peuvent être confirmées par la base de données cinématographiques IMDb,  présente dans la section « Liens externes ».
- Titre original : A través de mi ventana
- Titre français : À travers ma fenêtre
- Titre anglais : Through My Window
- Réalisation : Marçal Forés
- Scénario : Eduard Sola, d'après le roman d'Ariana Godoy
- Musique :
- Direction artistique : Aitor Brestovitzky et Guy Pérez
- Décors : Jose Tirado
- Costumes : Anna Izquierdo
- Photographie : Michael Oats
- Montage : Verónica Callón
- Production : Xavier Farré, Miguel Angel Faura, Adrián Guerra, Pol F. Ryan, Núria Valls
- Sociétés de production : Netflix et Nostromo Pictures
- Sociétés de distribution : Netflix
- Pays de production :  Espagne
- Langue originale : espagnol
- Format : couleur (Technicolor) — 70 mm — 2,35:1 (VistaVision) — son Dolby numérique
- Genre : drame, romance
- Durée : 116 minutes
- Dates de sortie :
  - Mondial : 4 février 2022 (sur Netflix)

## Distribution
- Clara Galle (VF : Zina Khakhoulia) : Raquel Mendoza
- Julio Peña Fernández (VF : Martin Faliu) : Ares Hidalgo
- Guillermo Lasheras (VF : Jim Redler) : Yoshi
- Natalia Azahara (VF : Ludivine Maffren) : Daniela
- Hugo Arbues (VF : Benjamin Bollen) : Apolo Hidalgo
- Eric Masip (VF : Valéry Schatz) : Artemis Hidalgo
- Emilia Lazo (VF : Alice Taurand) : Claudia
- Pilar Castro (VF : Valérie Decobert) : Tere
- Abel Folk (VF : Frédéric Souterelle) : Juan Hidalgo
- Rachel Lascar (VF : Ivana Coppola) : Sofía Hidalgo

Version française dirigée par Myrtille Bakouche au studio Titra Film, d'après une adaptation des dialogues de Marie Jo Aznar.
 Source et légende : version française (VF) sur RS Doublage

## Production

### Développement
L'auteur Ariana Godoy a commencé à écrire le roman dont s'inspire le film sur la plateforme de lecture en ligne Wattpad en 2016. Après le succès de l'histoire, qui accumule plus de 250 millions de vues sur la plateforme, des éditeurs de différents pays ont convoqué l'écrivain pour publier son roman sous édition avec la maison d'édition espagnol Alfaguara.
En avril 2021, Netflix a annoncé la production du film en Espagne, qui sera diffusé dans le monde entier sur la plateforme.

### Tournage
Le tournage a débuté à Barcelone, en Espagne, le 14 mars 2021 et s'est terminé le 30 avril de la même année.

## Suites
Le 15 février 2022, soit quelques jours seulement après la sortie du film, Netflix a annoncé le développement de deux suites, mettant en vedette une nouvelle fois les acteurs Clara Galle et Julio Peña Fernández.
À travers ma fenêtre 2 : L'Amour pour horizon est sorti le 23 juin 2023 sur Netflix.